# Semiothisa respersata
Semiothisa respersata är en fjärilsart som beskrevs av George Duryea Hulst 1880. Semiothisa respersata ingår i släktet Semiothisa och familjen mätare. Inga underarter finns listade i Catalogue of Life.